# أصوات الشباب
أصوات الشباب منظمة مرتبطة باليونيسيف لمساعدة الأطفال من كافة أنحاء العالم لتبادل المعارف والأفكار. أصوات الشباب أسست عام 1995، كطريقة لنقل الرسائل من الأطفال من 81 دولة لقادة العالم في مؤتمر القمة العالمي للتنمية الاجتماعية.
في 1997، مجلس النقاش لأصوات الشباب الرسمي أًسس لمنح الشباب فرصة لنقاش حقوق الأطفال وقضايا التنمية.
لضمان شريحة كبيرة من الشباب للمشاركة، منتديات متشابهة أًسست باللغة الإنجليزية والإسبانية والفرنسية. بنفس الوقت، مكان للتعلم أنشئ لإعطاء الشباب معلومات متاحة ودقيقة حول حقوق الأطفال عبر الالغاز والألعاب والصور اليومية. ومكان للمعلمين أيضاً أنشئ كمنتدى لمساعدة المعلمين وقادة شباب آخرين حتى يتبادلوا الأفكار ولإيجاد طرق لاستخدام أصوات الشباب كأداة للتعليم.
في 2002، أعادوا تنظيم أصوات الشباب تماماً. بعد مناقشة التغييرات المحتملة مع مستخدمي المومع من أنحاء العالم، المدراء قسموا الموقع إلى ثلاث أقسام: «اكتشف»، و«عبر عن رأيك» و«كن فاعلاً». بالإضافة إلى الموقع، أصوات الشباب تنشر أيضاً صحيفة إخبارية شهرية باسم: «ماذا يقول الشباب؟»
في 2005، أطلق أصوات الشباب موقع بالعربية لمشاركة القادة الشباب المتكلمين بالعربية من أنحاء العالم لمشاركتهم بالنقاش حول الحقوق.
في 2006، أطلق أصوات الشباب أول لعبة بالـسواحيلية عن الإيدز.
المهمة لأصوات الشباب هي: «لإعطاء كافة الأطفال والمراهقين مكان عالمي آمن ومدعوم في الإنترنت للمشاركة بآرأهم المتعلقة بحقوق الإنسان والتغير الاجتماعي، بالإضافة إلى تنمية وعيهم وروحهم القيادية وبناء المجتمع وتفكيرهم الناقد خلال مشاكرة فعالة مع أقرانهم ومع أصحاب القرارات العالمية.»

## الأقسام
اكتشف: هذا القسم يعطي مواقع لمعلومات واقعية عن حقوق الأطفال وقضايا التنمية. وأيضاً يتضمن قصص كتبها الشباب من العالم، بالإضافة إلى الألعاب والألغاز والعديد من الأفلام التي تعطي معلومات بطريقة متاحة وممتعة.
عبر عن رأيك: هي لوحة النقاش لأصوات الشباب. لجعل المنتديات متاحة أكثر للمستخدمين الجدد، ملخصات من نقاشات جديدة تنشر في الموقع. قصص وقصائد كتبها أعضاء أصوات الشباب أيضاً تنشر في هذا القسم.
كن فاعلاً: هذا القسم يقترح مشاريع يمكن للسباب بدأها لمساعدة تطور العالم. هذا القسم ينشر قصص قادة شباب ناجحين للإلهام الآخرين، وأيضاً يعطي قائمة من المنظمات والمشاريع لكي ينضم لها الشباب.

## المستخدمون
أعضاء أصوات الشباب يأتون من أكثر من 180 دولة. أكثر من 60% هم من دول نامية.
55% من المستخدمين هم إناث بينما 40% فقط هم ذكور. (5% من الأعضاء لم يحددوا الجنس).
32% من المستخدمين يتراوح عمرهم بين 15-19 عام، و32% أعمارهم تتراوح بين 20-25 عام. 8% أعمارهم من 10 إلى 14 عام.